# Mózes ibn Tibbon
Mózes ben Sámuel ibn Tibbon (héberül: משה בן שמואל אבן תיבון), gyakran csak Mózes ibn Tibbon (Marseille, 1200 körül – Marseille, 1283 körül) középkori franciaországi zsidó műfordító.
Sámuel ibn Tibbon fiaként született. Édesapjához és nagyapjához, Júda ibn Tibbonhoz hasonlóan fordítóként vált híressé. Az arab tudósok közül Avicenna Kis kánonját, Ibn al-Dzsazzar Viaticumát, Ar-Rázi Al-Manszúríját; az antik szerzők közül Eukleidészt, Galénoszt, és több arabul író zsidó szerzőt ültetett át héber nyelvre. Közülük kiemelendő Bahja ibn Pakuda, akinek Vezető a szív kötelességeihez és a lélek feladataihoz című művét fordította le, látta el irodalomtörténeti bevezetéssel. A fordítás, amely Tórat Chóbót Ha-lebábót ('A szív kötelességeinek tana') címmel vált ismertté, idővel az eredeti alkotásnál is jobban elterjedt, bár stílusa nem közelíti meg Bahja művét.